# Mount Provender
Mount Provender är ett berg i Antarktis. Det ligger i Östantarktis. Argentina och Storbritannien gör anspråk på området. Toppen på Mount Provender är 900 meter över havet.
Terrängen runt Mount Provender är varierad. Trakten är obefolkad. Det finns inga samhällen i närheten.